# Sick AG
SICK AG is een Duitse fabrikant van industriële sensoren en detectiesystemen. Het heeft zijn hoofdvestiging in Waldkirch (Breisgau), dat circa 15 km ten noordoosten van Freiburg ligt. SICK ontwikkelt en produceert vooral componenten voor optische machineveiligheid en algemene optische sensortechnologie, zoals lichtschermen, fotocellen, tasters, zenders/ontvangers. Daarnaast vervaardigt SICK AG ook nog een groot aantal andere producten voor signaleer- en detecteertaken. Aanvullend ontwikkelt, fabriceert en vermarkt SICK Auto Ident onder meer barcodescanners, laserscanners en RFID-lezers.
Het in 1946 in München opgerichte concern telt ongeveer 40 dochterondernemingen. SICK MAIHAK GmbH, met de hoofdvestiging in Reute, produceert producten voor de analyse- en procesmeettechniek en is dienstverlener op dit gebied. Een andere dochterondernemer, Ibeo Automobile Sensor GmbH, met de hoofdvestiging in Hamburg, ontwikkelt laserscanners voor chauffeurassistentiesystemen. De Nederlandse dochter SICK B.V. Nederland is gevestigd in Bilthoven.

## Bedrijfsvorm
- Naamloze vennootschap
- ISIN: DE0007237208 (niet beursgenoteerd)